# Reno Bighorns 2011-2012
La stagione 2011-12 dei Reno Bighorns fu la 4ª nella NBA D-League per la franchigia.
I Reno Bighorns arrivarono settimi nella Western Conference con un record di 21-29, non qualificandosi per i play-off.

## Roster
|    | Naz.                   | Ruolo | Sportivo         | Anno | Alt. | Peso |
| -- | ---------------------- | ----- | ---------------- | ---- | ---- | ---- |
| 7  | Stati Uniti (bandiera) | G     | Donald Sims      | 1987 | 185  | 77   |
| 9  | Stati Uniti (bandiera) | G     | Perry Petty      | 1988 | 185  | 87   |
| 10 | Stati Uniti (bandiera) | G     | Chris Davis      | 1986 | 191  | 86   |
| 11 | Stati Uniti (bandiera) | G     | Will Blalock     | 1983 | 185  | 91   |
| 12 | Stati Uniti (bandiera) | G     | Reuben Clayton   | 1989 | 191  | 82   |
| 12 | Stati Uniti (bandiera) | G     | Josh Selby       | 1991 | 188  | 83   |
| 13 | Stati Uniti (bandiera) | G     | Blake Ahearn     | 1984 | 188  | 86   |
| 14 | Stati Uniti (bandiera) | G     | Adrian Oliver    | 1988 | 193  | 93   |
| 15 | Stati Uniti (bandiera) | A     | Andre Emmett     | 1982 | 196  | 98   |
| 17 | Stati Uniti (bandiera) | A     | Tyler Honeycutt  | 1990 | 203  | 85   |
| 17 | Stati Uniti (bandiera) | G     | Chris Matthews   | 1985 | 193  | 95   |
| 18 | Stati Uniti (bandiera) | G     | Eric Devendorf   | 1987 | 193  | 82   |
| 19 | Stati Uniti (bandiera) | G     | Damon Jones      | 1976 | 193  | 91   |
| 22 | Stati Uniti (bandiera) | A     | Mo Charlo        | 1983 | 201  | 95   |
| 22 | Stati Uniti (bandiera) | A     | Nick Fazekas     | 1985 | 211  | 104  |
| 23 | Stati Uniti (bandiera) | GA    | Zach Graham      | 1989 | 198  | 95   |
| 24 | Stati Uniti (bandiera) | GA    | Cedric Bozeman   | 1983 | 198  | 98   |
| 23 | Stati Uniti (bandiera) | A     | Doug Thomas      | 1983 | 203  | 111  |
| 32 | Stati Uniti (bandiera) | A     | Taj McCullough   | 1986 | 201  | 104  |
| 32 | Stati Uniti (bandiera) | A     | Bobby Simmons    | 1980 | 203  | 100  |
| 33 | Regno Unito (bandiera) | C     | Chris Ayer       | 1983 | 208  | 113  |
| 34 | Stati Uniti (bandiera) | C     | Hassan Whiteside | 1989 | 213  | 107  |
| 34 | Stati Uniti (bandiera) | GA    | Antoine Wright   | 1984 | 201  | 98   |
| 41 | Stati Uniti (bandiera) | AC    | David Palmer     | 1986 | 206  | 113  |
| 42 | Stati Uniti (bandiera) | A     | Ernest Scott     | 1982 | 201  | 102  |
| 44 | Stati Uniti (bandiera) | C     | David Harrison   | 1982 | 213  | 113  |
| 50 | Stati Uniti (bandiera) | A     | Terrance Thomas  | 1980 | 198  | 104  |

## Staff tecnico
- Allenatore: Paul Mokeski
- Vice-allenatore: Jason Glover
- Preparatore atletico: Jervae Odom